# Maru Iyagi
Maru Iyagi (마리이야기 lit. "La història de Mari"), comercialitzada internacionalment com My Beautiful Girl, Mari, és una pel·lícula d'animació de Corea del Sud de 2002. Segueix la història d'un nen durant les vacances d'estiu i ascendeix a vols de fantasia surrealista, que poden ser o no seqüències de somnis.

## Argument
Kim Nam-woo lluita per la vida mentre les persones que l'envolten el deixen constantment; el seu millor amic, Jun-ho, va a estudiar a Seül i d'alguna manera la seva mare vídua també l'està "deixant" prestant més atenció al seu nou xicot. Per escapar, va a un món oníric, on coneix una noia anomenada Mari. La història segueix a Nam-woo en el seu descobriment i la maduració.

## Repartiment
| Personatge        | Actor de veu coreà | Actor de veu anglès  |
| ----------------- | ------------------ | -------------------- |
| Nam-woo           | Ryu Deok-hwan      | Alejandro Fallick    |
| Adult Nam-woo     | Lee Byung-hun      | Jay Hickman          |
| Jun-ho            | (성인규)           | Clint Bickham        |
| Adult Jun-ho      | Gong Hyung-jin     | Chris Patton         |
| Nam-woo's Mom     | Bae Jong-ok        | Christine Auten      |
| Nam-woo's Grandma | Na Moon-hee        | Shelley Calene-Black |
| Jun-ho's Father   | Jang Hang-sun      | John Swasey          |
| Soog-Y            | Lee Nari           | Kira Vincent-Davis   |
| Kyung-min         | Ahn Sung-ki        | Andy McAvin          |

## Premis
- Guanyador del Gran Premi (Millor Llargmetratge) al 26è Festival Internacional de Cinema d'Animació d'Annecy (Annecy, França).[2]